# 샌드블래스팅

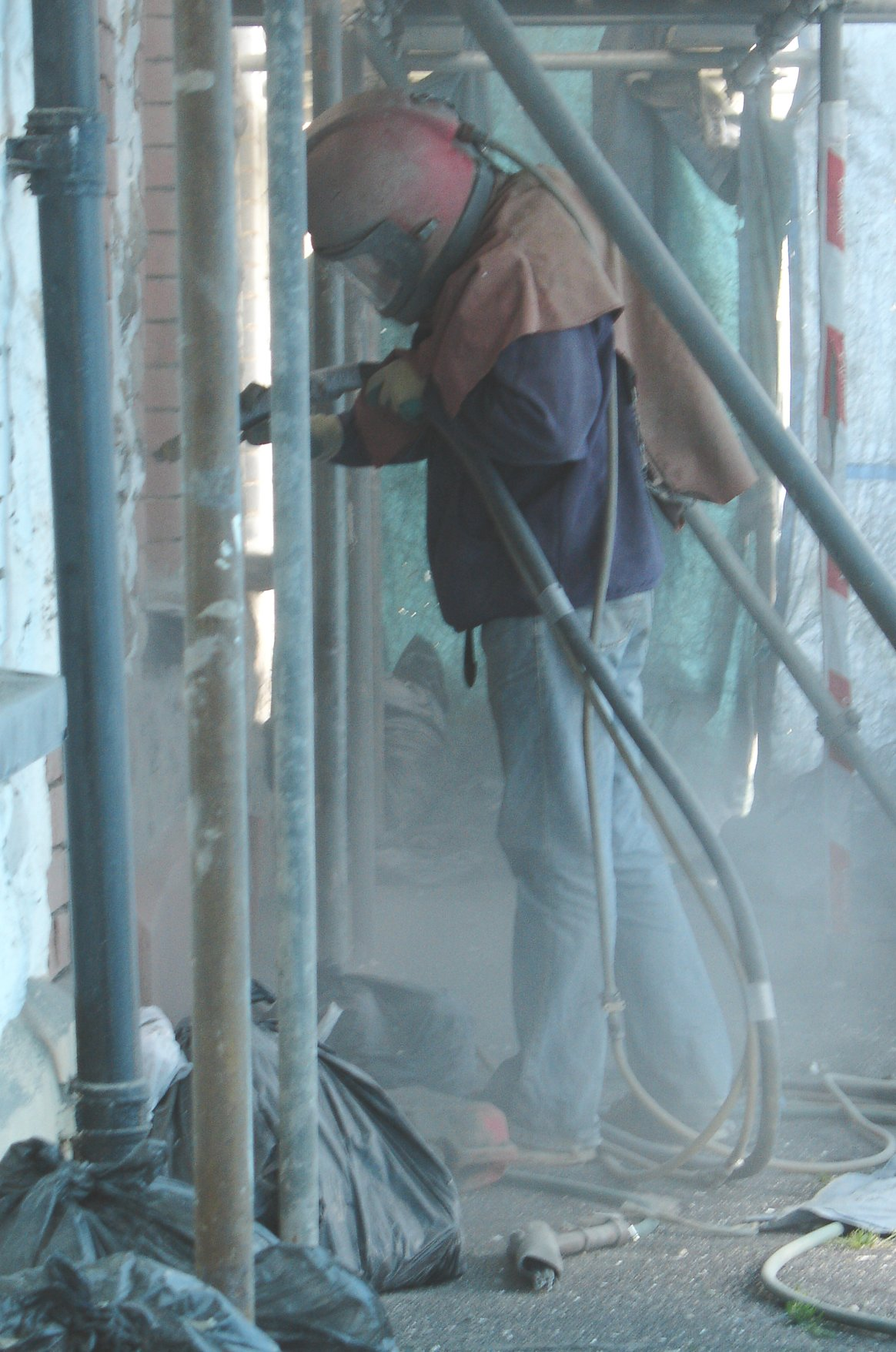
돌벽에 샌드블래스팅을 하는 모습

샌드블래스팅(Sandblasting), 샌드블라스팅, 또는 모래뿜기는 거친 표면을 매끄럽게 하고, 매끄러운 표면을 거칠게 만들고, 표면을 형성하거나 표면 오염 물질을 제거하기 위해 고압 하에서 표면에 대해 연마재 흐름을 강제로 추진하는 작업이다. 가압된 유체, 일반적으로 압축 공기 또는 원심 휠을 사용하여 폭파 재료를 추진시킨다. 최초의 연마재 분사 공정은 1870년 10월 18일 벤자민 츄 틸먼(Benjamin Chew Tilghman)에 의해 특허를 받았다.
다양한 매개체를 사용하는 여러 가지 공정 변형이 있다. 일부는 매우 마모성이 강한 반면 다른 일부는 더 온화한다. 가장 연마성이 강한 것은 샷 블래스팅(금속 산탄 사용)과 샌드 블래스팅(모래 사용)이다. 약간 마모성이 있는 변형에는 유리 비즈 블래스팅(유리 비즈 포함)과 분쇄된 플라스틱 원료 또는 호두 껍질 및 옥수수 속대를 사용한 플라스틱 미디어 블래스팅(plastic media blasting, PMB)이 포함된다. 이러한 물질 중 일부는 미디어에 알레르기가 있는 개인에게 아나필락시스 쇼크를 일으킬 수 있다. 가벼운 버전은 소다블래스팅(베이킹소다 사용)이다. 또한 아이스 블래스팅이나 드라이아이스 블래스팅과 같이 마모가 거의 없거나 비연마성인 대안도 있다.